# Will Theakston
William Theakston (* 4. Oktober 1984) ist ein britischer ehemaliger Schauspieler.

## Leben
Noch während seiner Schulzeit besuchte Theakston die Latymer Upper School in London und spielte 1999 im Kurzfilm Killing Joe einen Jungen mit Asthma sowie von 2000 bis 2001 in der Kinderserie Geisterzeit in Little Henlock die Hauptrolle des Roddy Oliver. Für die dritte Staffel kehrte er nicht zurück, da er 2002 das Angebot annahm, in der Kinderserie Sir Gadabout, the Worst Knight in the Land eine tragende Rolle zu übernehmen. 2001 folgte zudem die international bekannteste Rolle als Slytherin-Sucher Terence Higgs im Film Harry Potter und der Stein der Weisen. Fälschlicherweise wurde er im Abspann als Kapitän der Slytherin-Mannschaft, Marcus Flint, angegeben, dieser wurde jedoch von Jamie Yeates verkörpert. Nach der Einstellung von Sir Gadabout, the Worst Knight in the Land im Jahr 2003 zog sich der inzwischen erwachsene Theakston aus dem Schauspielgeschäft zurück.
Nach Beendigung der Schule studierte er von 2004 bis 2008 an der University of Bristol und erwarb dort einen Bachelorabschluss in Französisch. Anschließend arbeitete er bei Bella Union, Chrysalis Music Group und BMG Rights Management. Stand 2016 ist Will Theakston bei der in London ansässigen Firma Warp Records tätig.